# Смешанное правление
Сме́шанное правле́ние, также сме́шанная конститу́ция, сме́шанная фо́рма правле́ния, сме́шанный стро́й или сме́шанное госуда́рственное устро́йство — концепция в западной политической философии, утверждающая о том, что идеальная форма государственного устройства совмещает в себе черты правления многих (демократии), правления немногих (аристократии) и правления одного (монархии).
Традиция изучения смешанного правления восходит к античным теоретикам: её можно обнаружить ещё у Платона и Аристотеля, однако в наиболее влиятельном смысле (как раз объединяющим демократию, аристократию и монархии) теория смешанного правления формулируется Полибием в его «Всеобщей истории», а также другими авторами, комментировавшими политическое устройство Римской республики, — например, Цицероном. Интерес к концепции возрождается в эпоху Возрождения (в первую очередь в работах Никколо Макиавелли) и оказывает ключевое влияние на политическую философию Просвещения.
Концепция смешанного правления обусловила формирование республиканской теории и концепции разделения властей. Согласно Курту фон Фрицу, крупному исследователю Полибия, «никакая другая часть античной политической теории не оказала большего воздействия на политическую теорию и практику современности, чем теория смешанной конституции».